# Martin Vingaard
Martin Vingaard Hansen (* 20. März 1985 in Odense, Dänemark) ist ein ehemaliger dänischer Fußballspieler.

## Karriere
Martin Vingaard begann bei Skt. Klemens, ehe er über Dalum IF und B1913 Odense bei Esbjerg fB landete. In Esbjerg wurde er sofort Stammspieler und erreichte, mit dem Klub, das Finale des dänischen Pokals (Landspokalturneringen). Das Finale verlor man aber überraschend mit 0:1, nach Verlängerung, gegen den Zweitligisten Randers FC. Bei der Finalniederlage kam Vingaard allerdings nicht zum Einsatz. In der Liga belegte man den sechsten Platz. Vingaard beendete die Saison darauf, mit Esbjerg fB, auf dem siebten Rang.
Auch in seiner dritten Saison, in Esbjerg, war Vingaard Stammspieler und erreichte schon wieder das Pokalfinale. Und wieder verlor man das Finale (2:3 gegen Brøndby IF). Anders als 2006 kam Vingaard zum Einsatz. In der Winterpause der Saison 2008/09 wechselte Martin Vingaard zum FC Kopenhagen. Mit dem dänischen Hauptstadtverein wurde Vingaard dänischer Meister und gewann auch den dänischen Pokal. Den Titel des dänischen Meisters konnte man im darauffolgenden Jahr verteidigen.
2013 wechselte Vingaard zum FC Nordsjælland und ließ Stationen in den USA und der zweiten dänischen Liga zum Ausklang der Karriere folgen.

## Nationalmannschaft
Martin Vingaard kam zehn Mal für die U-19 Nationalmannschaft Dänemarks sowie sechsmal für deren U-20 Nationalmannschaft zum Einsatz.
Sein erstes A-Länderspiel für Dänemark machte Vingaard am 29. Mai 2008. Beim 1:1, in Eindhoven, gegen die Niederlande, wurde er in der 77. Minute für Kenneth Perez eingewechselt.